# Marele Premiu de la Abu Dhabi din 2019
Marele Premiu de la Abu Dhabi din 2019 (cunoscut oficial ca Formula 1 Etihad Airways Abu Dhabi Grand Prix 2019) a fost o cursă auto de Formula 1 ce s-a desfășurat pe 1 decembrie 2019 pe Circuitul Yas Marina din Abu Dhabi, Emiratele Arabe Unite. Cursa a fost cea de-a douăzeci și una etapă a Campionatului Mondial de Formula 1 din 2019, ultima din acest sezon. A fost pentru a unsprezecea oară când s-a desfășurat o etapă de Formula 1 în Emiratele Arabe Unite. De asemenea, aceasta a fost și ultima cursă de Formula 1 care a avut loc în deceniul 2010 și prima care a avut loc în decembrie, de la Marele Premiu al Africii de Sud din 1963 încoace.
Cursa a fost câștigată de Lewis Hamilton, cel care a ieșit campionul mondial din acest sezon în Marele Premiu al Statelor Unite din 2019, iar la constructori a fost câștigată de echipa Mercedes, de asemenea, campioana din acest sezon.

## Pneuri

### Pneurile programate de Pirelli pentru cursă
| Numele compusului | Culoare | Culoare | Condițiile meteo | Aderență | Durabilitate |
| ----------------- | ------- | ------- | ---------------- | -------- | ------------ |
| Dur C3            | H       |         | Uscat            | Mică     | Mare         |
| Mediu C4          | M       |         | Uscat            | Medie    | Medie        |
| Moale C5          | S       |         | Uscat            | Mare     | Mică         |
| Intermediar       | I       |         | Ploaie ușoară    |          |              |
| Ploaie            | W       |         | Ploaie           |          |              |

### Cele mai folosite pneuri
| Numele compusului | Culoare | Culoare | Numărul de tururi | Condițiile meteo |
| ----------------- | ------- | ------- | ----------------- | ---------------- |
| Dur C3            | H       |         | 52 (Gasly)        | Uscat            |
| Mediu C4          | M       |         | 37 (Pérez)        | Uscat            |
| Moale C5          | S       |         | 22 (Stroll)       | Uscat            |

## Calificări
Calificările au avut loc pe 30 noiembrie 2019, începând cu ora locală 17:00 (UTC+4), ora 15:00 EET.
| Poz.                  | Nr. | Pilot              | Constructor               | Timpi calificări | Timpi calificări | Timpi calificări | Grila finală |
| Poz.                  | Nr. | Pilot              | Constructor               | Q1               | Q2               | Q3               | Grila finală |
| --------------------- | --- | ------------------ | ------------------------- | ---------------- | ---------------- | ---------------- | ------------ |
| 1                     | 44  | Lewis Hamilton     | Mercedes                  | 1:35,851         | 1:35,634         | 1:34,779         | 1            |
| 2                     | 77  | Valtteri Bottas    | Mercedes                  | 1:36,200         | 1:35,674         | 1:34,973         | 20           |
| 3                     | 33  | Max Verstappen     | Red Bull Racing-Honda     | 1:36,390         | 1:36,275         | 1:35,139         | 2            |
| 4                     | 16  | Charles Leclerc    | Ferrari                   | 1:36,478         | 1:35,543         | 1:35,219         | 3            |
| 5                     | 5   | Sebastian Vettel   | Ferrari                   | 1:36,963         | 1:35,786         | 1:35,339         | 4            |
| 6                     | 23  | Alexander Albon    | Red Bull Racing-Honda     | 1:36,102         | 1:36,718         | 1:35,682         | 5            |
| 7                     | 4   | Lando Norris       | McLaren-Renault           | 1:37,545         | 1:36,764         | 1:36,436         | 6            |
| 8                     | 3   | Daniel Ricciardo   | Renault                   | 1:37,106         | 1:36,785         | 1:36,456         | 7            |
| 9                     | 55  | Carlos Sainz Jr.   | McLaren-Renault           | 1:37,358         | 1:36,308         | 1:36,459         | 8            |
| 10                    | 27  | Nico Hülkenberg    | Renault                   | 1:37,506         | 1:36,859         | 1:36,710         | 9            |
| 11                    | 11  | Sergio Pérez       | Racing Point-BWT Mercedes | 1:36,961         | 1:37,055         | N/A              | 10           |
| 12                    | 10  | Pierre Gasly       | Scuderia Toro Rosso-Honda | 1:37,198         | 1:37,089         | N/A              | 11           |
| 13                    | 18  | Lance Stroll       | Racing Point-BWT Mercedes | 1:37,528         | 1:37,103         | N/A              | 12           |
| 14                    | 26  | Daniil Kveat       | Scuderia Toro Rosso-Honda | 1:37,683         | 1:37,141         | N/A              | 13           |
| 15                    | 20  | Kevin Magnussen    | Haas-Ferrari              | 1:37,710         | 1:37,254         | N/A              | 14           |
| 16                    | 8   | Romain Grosjean    | Haas-Ferrari              | 1:38,051         | N/A              | N/A              | 15           |
| 17                    | 99  | Antonio Giovinazzi | Alfa Romeo Racing-Ferrari | 1:38,114         | N/A              | N/A              | 16           |
| 18                    | 7   | Kimi Räikkönen     | Alfa Romeo Racing-Ferrari | 1:38,383         | N/A              | N/A              | 17           |
| 19                    | 63  | George Russell     | Williams-Mercedes         | 1:38,717         | N/A              | N/A              | 18           |
| 20                    | 88  | Robert Kubica      | Williams-Mercedes         | 1:39,236         | N/A              | N/A              | 19           |
| Regula 107%: 1:42,561 |     |                    |                           |                  |                  |                  |              |
| Sursa:                |     |                    |                           |                  |                  |                  |              |

Note

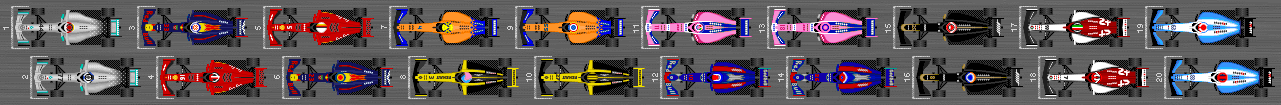
Grila de start.

- ^1 – Bottas va trebui să plece de pe ultimul loc de pe grila de start pentru folosirea elementelor adiționale ale unității de putere.

## Cursa

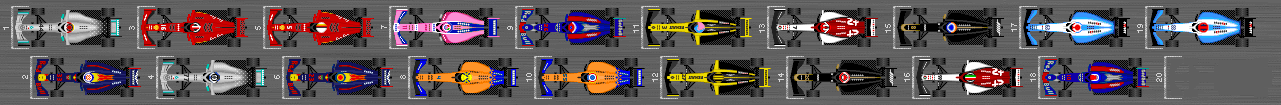
Clasamentul final.

Cursa a avut loc pe 1 decembrie 2019, începând cu ora locală 17:00 (UTC+4), ora 15:00 EET, și a durat 55 de tururi.
| Poz.                                            | Nr. | Pilot              | Constructor               | Tururi | Timp/Retras | Puncte |
| ----------------------------------------------- | --- | ------------------ | ------------------------- | ------ | ----------- | ------ |
| 1                                               | 44  | Lewis Hamilton     | Mercedes                  | 55     | 1:34:05,715 | 25+1   |
| 2                                               | 33  | Max Verstappen     | Red Bull Racing-Honda     | 55     | +16,772s    | 18     |
| 3                                               | 16  | Charles Leclerc    | Ferrari                   | 55     | +43,435s    | 15     |
| 4                                               | 77  | Valtteri Bottas    | Mercedes                  | 55     | +44,379s    | 12     |
| 5                                               | 5   | Sebastian Vettel   | Ferrari                   | 55     | +64,357s    | 10     |
| 6                                               | 23  | Alexander Albon    | Red Bull Racing-Honda     | 55     | +69,205s    | 8      |
| 7                                               | 11  | Sergio Pérez       | Racing Point-BWT Mercedes | 54     | +1 tur      | 6      |
| 8                                               | 4   | Lando Norris       | McLaren-Renault           | 54     | +1 tur      | 4      |
| 9                                               | 26  | Daniil Kveat       | Scuderia Toro Rosso-Honda | 54     | +1 tur      | 2      |
| 10                                              | 55  | Carlos Sainz Jr.   | McLaren-Renault           | 54     | +1 tur      | 1      |
| 11                                              | 3   | Daniel Ricciardo   | Renault                   | 54     | +1 tur      |        |
| 12                                              | 27  | Nico Hülkenberg    | Renault                   | 54     | +1 tur      |        |
| 13                                              | 7   | Kimi Räikkönen     | Alfa Romeo Racing-Ferrari | 54     | +1 tur      |        |
| 14                                              | 20  | Kevin Magnussen    | Haas-Ferrari              | 54     | +1 tur      |        |
| 15                                              | 8   | Romain Grosjean    | Haas-Ferrari              | 54     | +1 tur      |        |
| 16                                              | 99  | Antonio Giovinazzi | Alfa Romeo Racing-Ferrari | 54     | +1 tur      |        |
| 17                                              | 63  | George Russell     | Williams-Mercedes         | 54     | +1 tur      |        |
| 18                                              | 10  | Pierre Gasly       | Scuderia Toro Rosso-Honda | 53     | +2 tururi   |        |
| 19                                              | 88  | Robert Kubica      | Williams-Mercedes         | 53     | +2 tururi   |        |
| Ab                                              | 18  | Lance Stroll       | Racing Point-BWT Mercedes | 45     | Frâne       |        |
| Lewis Hamilton (Mercedes) – 1:39,283 (turul 53) |     |                    |                           |        |             |        |
| Sursa:                                          |     |                    |                           |        |             |        |

| Loc    | 1  | 2  | 3  | 4  | 5  | 6 | 7 | 8 | 9 | 10 | CMRT |
| Puncte | 25 | 18 | 15 | 12 | 10 | 8 | 6 | 4 | 2 | 1  | 1    |

## Clasamentele campionatelor după cursă
|  | Poz. | Pilot            | Puncte |
|  | ---- | ---------------- | ------ |
|  | 1    | Lewis Hamilton   | 413    |
|  | 2    | Valtteri Bottas  | 326    |
|  | 3    | Max Verstappen   | 278    |
|  | 4    | Charles Leclerc  | 264    |
|  | 5    | Sebastian Vettel | 240    |

|  | Poz. | Constructor           | Puncte |
|  | ---- | --------------------- | ------ |
|  | 1    | Mercedes              | 739    |
|  | 2    | Ferrari               | 504    |
|  | 3    | Red Bull Racing-Honda | 417    |
|  | 4    | McLaren-Renault       | 145    |
|  | 5    | Renault               | 91     |

- Note: În ambele clasamente sunt prezentate doar primele cinci locuri.
Acestea sunt clasamentele finale ale sezonului.